# 奈良西郵便局
奈良西郵便局（ならにしゆうびんきょく）は奈良県奈良市にある郵便局。民営化前の分類では集配普通郵便局であった。

## 概要
住所：〒631-8799 奈良県奈良市学園北2-3-2

### 併設施設
- ゆうちょ銀行奈良店（大阪支店奈良出張所）：取扱店番号45173

## 沿革
- 1964年（昭和39年）11月1日 - 奈良西郵便局として、奈良市菅原町に開局[1]。同日、西大寺郵便局[2]および富雄郵便局[3]から集配業務を移管。
- 1998年（平成10年）9月1日 - 外国通貨の両替および旅行小切手の売買に関する業務取扱を開始。
- 2007年（平成19年）10月1日 - 民営化に伴い、併設された郵便事業奈良西支店、ゆうちょ銀行奈良店に一部業務を移管。
- 2012年（平成24年）10月1日 - 日本郵便株式会社発足に伴い、郵便事業奈良西支店を奈良西郵便局に統合。
- 2022年（令和4年）4月1日-かんぽサービス部を設置。

## 取扱内容

### 奈良西郵便局
- 郵便、印紙、ゆうパック、内容証明
- 生命保険、バイク自賠責保険、自動車保険
- 「631-00xx」「631-08xx」「631-85xx」区域（奈良市（西大寺・あやめ池・学園前・富雄・帝塚山・登美ヶ丘・高の原地区））の集配業務
- ゆうゆう窓口

### ゆうちょ銀行奈良店
- 貯金、貸付、為替、振替、振込、国際送金、外貨両替、トラベラーズチェック、国債、投資信託、確定拠出年金、変額年金保険、スルガ銀行の個人ローンの申込
- ATM

## 風景印
- 図案は秋篠寺本堂・伎芸天立像。局名表記は「奈良西」
- 使用開始日は1981年（昭和56年）5月11日

## 周辺
- 帝塚山学園本部
- 帝塚山大学学園前キャンパス
- 奈良女子大学附属小学校・附属幼稚園
- 大和文華館

## アクセス
- 近鉄奈良線 学園前駅から徒歩約5分
- 奈良交通バス 学園前駅停留所下車
- 阪奈道路 学園前ICから北へ2km、第二阪奈有料道路 中町ランプから北へ約3.5km
- 駐車場あり：8台